# Consejo Nacional Federal
El Consejo Nacional Federal de los Emiratos Árabes Unidos (CNF) (en árabe: المجلس الوطني الإتحادي, al-Majlis al-Watani al-Ittihadi) es la autoridad legislativa federal de la referida nación, formado para representar al pueblo de cada uno de los Emiratos que integran a dicha nación. El CNF está constituido por 40 miembros. Veinte miembros son elegidos por los ciudadanos de los Emiratos Árabes a través de la elección general y la otra mitad son elegidos por el colegio electoral y los gobernantes de cada emirato. La sede de la plenaria del Consejo Federal Nacional está situado en la ciudad de Abu Dabi, capital de los Emiratos Árabes Unidos.
El Comité Electoral Nacional (CEN) es el organismo que lleva a cabo las elecciones y está facultado para nombrar a los selectos miembros del colegio electoral. Cualquier ciudadano puede ser seleccionado como miembro. El CEN se estableció en febrero de 2011 por un consenso del Consejo Supremo de los Emiratos Árabes Unidos y es presidido por el ministro de Estado para los Asuntos del Consejo Nacional Federal.

## Historia
El Consejo Nacional Federal (CNF) fue creado mediante la promulgación de la Constitución de los Emiratos Árabes Unidos de 1971 como un componente permanente de la estructura de gobierno de dicho país, que también incluye el Consejo Supremo, el presidente, el Gabinete y el Poder Judicial. Antes de 2006, todos los miembros de la CNF eran designados por los gobernantes de los emiratos. Desde el año 2006, la mitad de los miembros son elegidos por un selecto grupo de ciudadanos que forman un colegio electoral.
Desde la fundación de este componente del Estado emiratí hasta el presente, el CNF ha examinado cientos de temas y redactó las leyes relativas al orden social y la economía del país. De acuerdo con la Constitución, los proyectos de ley de alcance federal primero tienen que pasar a través del CNF para su revisión y plantear recomendaciones de ser necesario. Los proyectos de ley y las enmiendas son formadas con ayuda de comités especializados de áreas específicas, se presentan al Consejo para su discusión y posteriormente son enviados al Gabinete o Consejo de Ministros para su consideración y aprobación. A lo largo de su historia, el Consejo ha influido en el Gobierno Federal para redactar leyes. Proyectos de ley originales del Consejo de Ministros son modificados por el CNF para que se adapte a las necesidades de los ciudadanos que representan.
Según la Constitución emiratí el CNF es responsable de examinar y, si lo desea, modificar toda la legislación federal propuesta, además está facultado para convocar e interrogar a cualquier Ministro del Gobierno Federal respecto al rendimiento del Ministerio la cual dirige. Otra de las principales funciones del CNF es discutir el presupuesto anual. Subcomités especializados y una Unidad de Investigación y Estudios se han formado para ayudar a los miembros del CNF para hacer frente a las crecientes demandas del gobierno.

## Composición
| Emirato        | Número de miembros |
| -------------- | ------------------ |
| Abu Dhabi      | 8                  |
| Dubái          | 8                  |
| Sharjah        | 6                  |
| Ras al Jaima   | 6                  |
| Ajmán          | 4                  |
| Fuyaira        | 4                  |
| Umm al-Qaywayn | 4                  |
| Total          | 40                 |

### Última elección
La última elección emiratí fue realizada el 5 de octubre de 2019 para elegir a 20 de los 40 miembros del Consejo Nacional Federal.

## Nueva sede
El Gobierno de los Emiratos Árabes Unidos ha realizado un concurso internacional de arquitectura con la finalidad de escoger un diseño para el nuevo complejo sede del órgano legislativo de ese país. Para principios de 2010 fueron invitados catorce firmas de arquitectura con la fin de que presentaran sus propuestas en una primera fase de la competición, posteriormente quedaron seleccionadas cuatro finalistas 
para la segunda fase en las que fueron seleccionadas la firma estadounidense Ehrlich Architects, las británicas Foster and Partners y Zaha Hadid Architects, y la italiana Massimiliano Fuksas Architects.
El 5 de enero de 2015 el jurado del Comité Especial de Participación anunció como ganador a la firma estadounidense Ehrlich Architects. Al diseño ganador se le unen otras firmas especializadas en áreas específicas como; Godwin Austen Johnson   
(paisajismo), Valley Crest Design Group (ingeniería estructural), entre otros. En el diseño del nuevo complejo legislativo fue tomado en cuenta la identidad única del país; una sociedad moderna que se mueve audazmente hacia el futuro y que conserva una fuerte conexión con su historia y tradiciones, la propuesta ganadora combina el diseño tradicional árabe con la forma contemporánea, además de implementar los 
últimos avances tecnológicos, la máxima funcionalidad y 
la sostenibilidad ambiental. El diseño posee una cúpula de 100 metros de diámetro creando un microambiente sombreado mediante patrones de diseño islámico de 
luz moteada sobre el mármol blanco de la plenaria legislativa. Dicha cúpula es flanqueada por edificios adicionales del CNF que albergan a la mayoría de las oficinas, salas de reuniones y espacios para los visitantes. El complejo será un lugar para las reuniones públicas, así como un modelo para la conservación de los recursos naturales de la región. El sitio de la nueva sede del CNF expresa su importancia como institución pública. Se localizará en Abu Dabi, en un lugar donde se encuentra uno de los grandes bulevares procesionales de dicha ciudad, donde importantes eventos cívicos y celebraciones tienen lugar. Frente al golfo Pérsico, el cuerpo de agua compartido por seis de los siete emiratos, la cúpula de la edificación será visible por millas a través del agua y se iluminará en las noches.